# Melitaea permuta
Melitaea permuta är en fjärilsart som beskrevs av Higgins 1941. Melitaea permuta ingår i släktet Melitaea och familjen praktfjärilar. Inga underarter finns listade i Catalogue of Life.